# Real Club de Golf de Las Palmas
El Real Club de Golf de Las Palmas es un club de golf de la ciudad capitalina de Las Palmas de Gran Canaria, Canarias. Fue el primer club de golf de toda España, debido a que sus fundadores importaron directamente de Inglaterra este deporte. El Club posee un campo de golf junto a la Caldera de Bandama. Las condiciones climáticas de estas islas hacen que sea un lugar ideal para practicar el golf durante todo el año.

## Historia
La fundación del Club se remonta al siglo XIX, concretamente al 17 de diciembre de 1891, cuando un grupo de británicos se reunieron en el lomo del polvo y decidieron fundar el "Las Palmas Golf Club", entre ellos Mackenzie Ross y su amigo Juan Domínguez Guedes. Por aquel entonces Inglaterra poseía una fuerte influencia mercantil y por ende económica sobre las Islas Canarias. Este campo de golf sería el primero de toda España. Los ingleses habían llevado a las islas Canarias parte de su cultura, así como el barrio de Ciudad Jardín, el fútbol, el tenis y el golf.
Ya a principios del siglo XX la fama de este campo era bien conocida en toda Europa por la posibilidad única de jugar al golf en pleno invierno o durante el verano, disfrutando de una cálida temperatura, entre 20 y 24 grados, durante los doce meses del año.

## El campo de golf

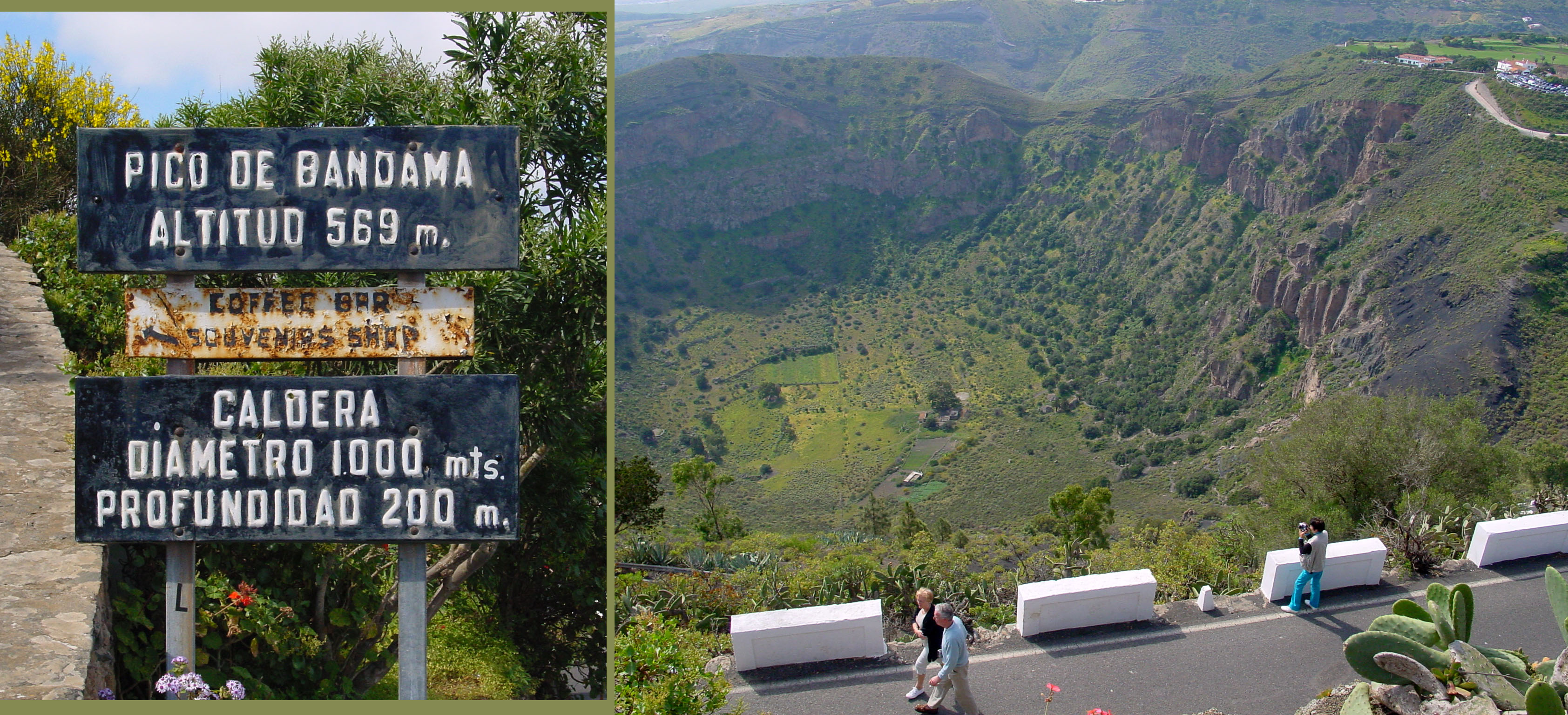
Caldera de Bandama.

El proyecto del arquitecto y fundador Mackenzie Ross culminaría con su traslado a la actual ubicación en 1956 junto a la Caldera de Bandama.
Diseñado por él mismo, es un par 71, de 18 hoyos, 2 putting greens, uno de ellos iluminado, un tee de práctica, pitching green. Dispone de profesores, tienda temática, servicio de alquiler, restaurante y una magnífica bodega. 
También hay un pequeño hotel de 24 habitaciones con vistas al campo de golf. Hay además dos pistas de tenis, sección hípica y una piscina.